# Charles Carrington
Pour les articles homonymes, voir Carrington.
Charles Carrington (né Paul Harry Ferdinando le 11 novembre 1867 à Bethnal Green, Angleterre et mort le 15 octobre 1921 à Ivry-sur-Seine) est un éditeur britannique d'ouvrages à caractère érotique.

## Biographie
Charles Carrington naît dans un pauvre quartier de Londres au sein d'une famille d'immigrés portugais, il est le sixième enfant de Sarah Elizabeth Cox (1834-1890) et de John Isaac Ferdinando (1822-1904).
Au début des années 1890, il voyage probablement entre Paris et Amsterdam. Peut-être fournit-il à l'éditeur Auguste Brancart quelques textes inédits, et l'aide-t-il à la préparation de ses catalogues. Il a quitté Londres sans doute à la suite du Post Office (Protection) Act de 1884, qui limitait considérablement l'envoi de livres licencieux (même sous pli discret). D'autres éditeurs britanniques comme William Lazenby (en), Edward Avery (en), Harry Sidney Nichols l'accompagnent vers Paris, et de là, expédient leurs productions vers le Royaume-Uni.
Au cours de l'année 1891, il épouse Jeanne Héloïse Espargillier, âgée de 20 ans et originaire d'Albussac. Ils auront trois enfants.

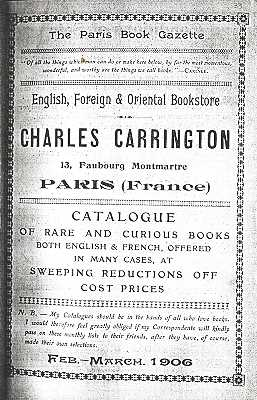
Couverture de son catalogue de 1906.

Vers 1895, il s'installe comme libraire-éditeur à Paris au 32 rue Drouot, à quelques mètres de Madame Doucé et prend alors le pseudonyme de Charles Carrington. De 1898 à juin 1907, il s'établit 13 rue du Faubourg-Montmartre et se spécialise en littérature sadomasochiste et autres récits de flagellation, sous le pseudonyme (parfois collectif) de Jean de Villiot,. Afin de couvrir son activité licencieuse, il se met à publier des traductions en anglais d'Aristophane, d'Oscar Wilde et d'Anatole France. Il publie un catalogue et des réclames en anglais qui vantent ses rare and curious books.
Après son expulsion de France à la suite d'un procès où il est accusé d'obscénité, de pornographie et de publier des livres à caractère violent, il se réfugie à Bruxelles, accompagné de son neveu James Ashley, et s'installe tout d'abord au 15 rue des Longs Charriots à Ixelles de juin 1907 au 11 décembre 1909, puis, jusqu'au 28 mars 1912, au 10 rue de la Tribune. Il revient ensuite à Paris, au 11 rue de Châteaudun, où il reprend sa véritable identité : Paul Ferdinando, libraire-éditeur, ancienne maison Charles Carrington. En janvier 1914, la maison devient « Carrington (Chas), successeur Paul Ferdinando », à la même adresse.
Pour certains ouvrages, il a recours aux talents de peintres et dessinateurs comme Martin Van Maele, Émile Mas, René Lelong, William Adolphe Lambrecht. Il est à noter que le poète Henri Michaux travailla pour lui en 1920, et qu'après la mort de Carrington, il géra un temps seul la boutique.
Syphilitique et aveugle, il termine ses jours dans un hôpital spécialisé situé à Ivry-sur-Seine.

## Catalogue sélectif
En plus de publications sous son nom, soit plus de 300, Carrington publia certains ouvrages anonymement, avec lieu et date fantaisistes, et d'autres sous les mentions suivantes : Société des Bibliophiles ou Librairie des Bibliophiles (avec l'ajout Français et Étrangers ou Parisiens), et ce, afin de déjouer la censure.
- Anonym., Les Dessous de la pudibonderie anglaise, 1898
- Anonym., Memoirs of Private Flagellation, Paris, Librairie des Bibliophiles Français et Étrangers, 1899
- Le Fouet à Londres (The Whip in London), coll. « La Flagellation à travers le monde », 1902
- Stanislas Matthew de Rhodes [pseud. de Jacques Desroix], La Chambre jaune, [1891], 1902
- Leopold von Sacher-Masoch, La Vénus à la fourrure, trad. Raphaël Ledos de Beaufort, 1902
- Jean de Villiot [pseud. de Georges Grassal], La Flagellation amoureuse, 1904
- Jean de Villiot [pseud. de George Augustus Sala (en) et James Campbell Reddie (en)], La Maison de la verveine, dessins d'Émile Mas  et Martin Van Maele, 1904
- Jean de Villiot, Parisienne et Peaux-Rouges, suite de 20 illustrations en couleurs par Henri Caruchet, coll. « La Flagellation à travers le monde », 1904
- Antonio Gallonio, Traité des instruments de martyre, [1591], [1659], 1904
- Martin Van Maele, La Grande Danse macabre des vifs, 4 livraisons, 1905.
- Oscar Wilde, The Picture of Dorian Gray, sept compositions de Paul Thiriat gravées par Eugène Dété, Paris, 1908
- Célestin Demblon, Lord Rutland est Shakespeare, 1913.

### Traduction
- (en) Cet article est partiellement ou en totalité issu de l’article de Wikipédia en anglais intitulé « Charles Carrington » (voir la liste des auteurs).